# Besessenheit (Film)
Besessenheit (Originaltitel: Ossessione) ist das 1943 entstandene Erstlingswerk des italienischen Filmregisseurs Luchino Visconti. Der Kriminalfilm wird allgemein als erstes Werk des italienischen Neorealismus betrachtet (Manoel de Oliveiras vorher erschienener Film Aniki Bóbó blieb damals unbeachtet). Diese Bewegung richtete sich gegen das realitätsfremde Unterhaltungskino im faschistischen Italien und hatte Schwierigkeiten mit der Zensur.
Visconti, der Regieassistent des französischen Regisseurs Jean Renoir gewesen war, hatte von seinem Lehrmeister den düsteren Kriminalroman Wenn der Postmann zweimal klingelt des US-Amerikaners James M. Cain erhalten. Ohne die Rechte an der Romanvorlage eingeholt zu haben, übernahm Visconti den Stoff für seinen Spielfilm. Der Film wurde an den Ufern des Po und in den Städten Ancona und Ferrara gedreht.
Im Jahr 2008 wurde dieser Film auf die offizielle, vom italienischen Kulturministerium gebilligte Liste „100 erhaltenswerte italienische Filme“ aufgenommen, wo er der zu den ältesten vertretenen Filmen zählt. Die 100 ausgewählten Filme entstanden zwischen 1942 und 1978 und haben das kollektive Gedächtnis Italiens maßgeblich geprägt.

## Handlung
Der Landstreicher Gino lernt an einer Tankstelle und Trattoria Giovanna Bragana, die junge Ehefrau des schon älteren Besitzers, kennen. Zwischen Gino und Giovanna entwickelt sich eine leidenschaftliche Affäre. Gino reist dann allerdings nach Ancona: Er will nicht weiter auf ein gestörtes Verhältnis bauen und der Hafen von Ancona ist für ihn die Hoffnung auf eine bessere Zukunft. Das Schicksal führt die beiden Liebenden aber wieder zusammen. Gino ermordet daraufhin Bragana. Die Schuld des Mordes ist jedoch unerträglich. Gino verlässt seine Geliebte und geht nach Ferrara. In dieser Stadt trifft Gino eine freundliche Prostituierte. Er hofft, die Vergangenheit hinter sich zu lassen.

## Hintergrund
Der Film kam im Juni 1943 nur kurz in die italienischen Kinos und wurde schließlich von der Zensur verboten. Das Negativ wurde vernichtet, jedoch gelang es Visconti, eine Kopie zu retten. Der Film lief am 24. Juli 1959 in den deutschen Kinos an. 1985 erstellte das ZDF eine neue integrale Synchronfassung, die am 16. April 1985 erstmals ausgestrahlt wurde. Diese Fassung ist auch auf der 2014 bei Arthaus erschienenen DVD enthalten. Massimo Girotti wurde von Heiner Lauterbach, Juan de Landa von Günter Strack gesprochen.

## Kritik
„Viscontis meisterhafter Erstlingsfilm zeichnet sich durch sinnliche Kraft, exakte Milieuzeichnung und eine differenzierte Moral aus.“